# Copa Panamericana de Voleibol Femenino de 2025
La Copa Panamericana de Voleibol Femenino de 2025 fue la XXII edición de este torneo de selecciones nacionales femeninas pertenecientes a la NORCECA y a la Confederación Sudamericana de Voleibol (CSV). Se llevó a cabo del 3 al 10 de agosto de 2025 en la ciudad de Colima, México, y fue organizado por la Federación Mexicana de Voleibol bajo la supervisión de la Unión Panamericana de Voleibol.
Todos los partidos fueron disputados en el Auditorio Multifuncional de la Unidad Deportiva Morelos.
La competencia otorgó puntos para el ránking mundial de la FIVB, así como el de la CSV, y sirvió como parte del proceso calificatorio para la Copa Panamericana 2026, el Campeonato Continental Femenino NORCECA 2026, los Juegos de América Central y el Caribe 2026 y los Juegos Panamericanos de 2027.
El campeón fue el seleccionado de República Dominicana, tras vencer 3-0 en la final a Colombia. Con este triunfo, el equipo caribeño sumó 20 medallas en el certamen (7 de oro, 10 de plata y 3 de bronce), siendo el país con más preseas en el certamen. Las dominicanas ocuparon el podio en en todas las ediciones, a excepción de los años 2012, 2023 y 2024 en los cuales culminaron en la cuarta posición.

## Equipos participantes
Debido a la cercanía con el Campeonato Mundial la selección argentina, defensora del título, no se hizo presente en esta edición del torneo. La presencia de la selección peruana estuvo en duda debido a que en un principio la organización del torneo no aceptó su inscripción debido a deudas que la Federación Peruana mantenía con la institución, pero finalmente en el mes de julio se confirmó su participación. La asistencia de la selección de Estados Unidos fue anunciada en un comienzo pero finalmente no se concretó.
Los equipos confirmados fueron:
NORCECA (Confederación del Norte, Centroamérica y del Caribe):
- Canadá
- Costa Rica
- Cuba
- México (local)
- Puerto Rico
- Trinidad y Tobago
- República Dominicana

CSV (Confederación Sudamericana de Vóley):
- Colombia
- Perú
- Venezuela

## Grupos
| Grupo A     | Grupo B              |
| ----------- | -------------------- |
| Cuba        | Canadá               |
| Costa Rica  | Colombia             |
| México      | República Dominicana |
| Puerto Rico | Venezuela            |
| Perú        | Trinidad y Tobago    |

## Modo de disputa
Los equipos se dividieron en dos grupos donde se enfrentaron en un sistema de todos contra todos. Los primeros de cada grupo avanzaron directo a la semifinal, mientras que los que terminaron en segundo y tercer lugar se enfrentaron en cuartos de final. Los cuartos y quintos lugares disputaron una ronda de clasificación por las posiciones 7 a 10.

## Resultados

### Grupo A
|     |             | Partidos | Partidos | Partidos |     | Sets | Sets | Sets  | Puntos | Puntos | Puntos | Clasificación                  |
| Pos | Equipo      | PJ       | PG       | PP       | Pts | SG   | SP   | Ratio | PG     | PP     | Ratio  | Clasificación                  |
| --- | ----------- | -------- | -------- | -------- | --- | ---- | ---- | ----- | ------ | ------ | ------ | ------------------------------ |
| 1.º | Puerto Rico | 4        | 3        | 1        | 14  | 10   | 5    | 2.000 | 356    | 300    | 1.187  | Semifinales                    |
| 2.º | México      | 4        | 3        | 1        | 14  | 10   | 5    | 2.000 | 367    | 318    | 1.154  | Cuartos de final               |
| 3.º | Perú        | 4        | 3        | 1        | 12  | 9    | 6    | 1.500 | 325    | 313    | 1.038  | Cuartos de final               |
| 4.º | Cuba        | 4        | 1        | 3        | 10  | 8    | 9    | 0.889 | 373    | 353    | 1.057  | Semifinales 7.º al 10.º puesto |
| 5.º | Costa Rica  | 4        | 0        | 4        | 0   | 0    | 11   | 0.000 | 163    | 300    | 0.543  | Semifinales 7.º al 10.º puesto |

Fuente: NORCECA
| 3 de agosto | Perú | 3-2                                   | Cuba | Unidad Deportiva Morelos, Colima, México |                               |
| 18:00       |      | ( 16-25 -23 22-25 -21 15-11 ) Reporte |      | Asistencia: 2000 espectadores            | Asistencia: 2000 espectadores |

| 3 de agosto | México | 3-0                           | Costa Rica | Unidad Deportiva Morelos, Colima, México |                               |
| 20:00       |        | ( 25-13 25-10 25-17 ) Reporte |            | Asistencia: 2000 espectadores            | Asistencia: 2000 espectadores |

| 4 de agosto | Costa Rica | 0-3                          | Puerto Rico | Unidad Deportiva Morelos, Colima, México |                              |
| 16:00       |            | ( 17-25 16-25 8-25 ) Reporte |             | Asistencia: 200 espectadores             | Asistencia: 200 espectadores |

| 4 de agosto | México | 1-3                                 | Perú | Unidad Deportiva Morelos, Colima, México |                               |
| 20:00       |        | ( 25-21 21-25 23-25 21-25 ) Reporte |      | Asistencia: 1000 espectadores            | Asistencia: 1000 espectadores |

| 5 de agosto | Perú | 3-0                           | Costa Rica | Unidad Deportiva Morelos, Colima, México |                              |
| 14:00       |      | ( 25-14 25-16 25-13 ) Reporte |            | Asistencia: 250 espectadores             | Asistencia: 250 espectadores |

| 5 de agosto | Cuba | 2-3                                     | Puerto Rico | Unidad Deportiva Morelos, Colima, México |                               |
| 18:00       |      | ( 27-25 21-25 -21 21-25 12-15 ) Reporte |             | Asistencia: 1000 espectadores            | Asistencia: 1000 espectadores |

| 6 de agosto | Perú | 0-3                           | Puerto Rico | Unidad Deportiva Morelos, Colima, México |                              |
| 16:00       |      | ( 14-25 23-25 14-25 ) Reporte |             | Asistencia: 500 espectadores             | Asistencia: 500 espectadores |

| 6 de agosto | México | 3-1                               | Cuba | Unidad Deportiva Morelos, Colima, México |                               |
| 20:00       |        | ( 22-25 -18 25-18 28-26 ) Reporte |      | Asistencia: 1000 espectadores            | Asistencia: 1000 espectadores |

| 7 de agosto | Cuba | 3-0                           | Costa Rica | Unidad Deportiva Morelos, Colima, México |                              |
| 16:00       |      | ( 25-10 25-13 25-16 ) Reporte |            | Asistencia: 300 espectadores             | Asistencia: 300 espectadores |

| 7 de agosto | México | 3-1                                 | Puerto Rico | Unidad Deportiva Morelos, Colima, México |                               |
| 20:00       |        | ( 25-22 25-20 22-25 30-28 ) Reporte |             | Asistencia: 1800 espectadores            | Asistencia: 1800 espectadores |

### Grupo B
|     |                      | Partidos | Partidos | Partidos |     | Sets | Sets | Sets  | Puntos | Puntos | Puntos | Clasificación                  |
| Pos | Equipo               | PJ       | PG       | PP       | Pts | SG   | SP   | Ratio | PG     | PP     | Ratio  | Clasificación                  |
| --- | -------------------- | -------- | -------- | -------- | --- | ---- | ---- | ----- | ------ | ------ | ------ | ------------------------------ |
| 1.º | República Dominicana | 4        | 4        | 0        | 17  | 12   | 3    | 4.000 | 354    | 264    | 1.341  | Semifinales                    |
| 2.º | Colombia             | 4        | 3        | 1        | 16  | 10   | 3    | 3.333 | 309    | 247    | 1.251  | Cuartos de final               |
| 3.º | Venezuela            | 4        | 2        | 2        | 8   | 6    | 8    | 0.750 | 279    | 299    | 0.933  | Cuartos de final               |
| 4.º | Canadá               | 4        | 1        | 3        | 9   | 7    | 9    | 0.778 | 331    | 325    | 1.018  | Semifinales 7.º al 10.º puesto |
| 5.º | Trinidad y Tobago    | 4        | 0        | 4        | 0   | 3    | 11   | 0.273 | 165    | 300    | 0.550  | Semifinales 7.º al 10.º puesto |

Fuente: NORCECA
| 03-ago-2025 14:00 | República Dominicana | 3-0                          | Trinidad y Tobago | Unidad Deportiva Morelos, Colima, México |                              |
|                   |                      | ( 25-9 25-15 25-11 ) Reporte |                   | Asistencia: 500 espectadores             | Asistencia: 500 espectadores |

| 03-ago-2025 16:00 | Colombia | 3-0                           | Canadá | Unidad Deportiva Morelos, Colima, México |                              |
|                   |          | ( 25-16 25-15 25-22 ) Reporte |        | Asistencia: 250 espectadores             | Asistencia: 250 espectadores |

| 04-ago-2025 14:00 | Colombia | 3-0                           | Trinidad y Tobago | Unidad Deportiva Morelos, Colima, México |                              |
|                   |          | ( 25-13 25-18 25-11 ) Reporte |                   | Asistencia: 200 espectadores             | Asistencia: 200 espectadores |

| 04-ago-2025 18:00 | República Dominicana | 3-0                           | Venezuela | Unidad Deportiva Morelos, Colima, México |                               |
|                   |                      | ( 25-18 25-10 25-21 ) Reporte |           | Asistencia: 1500 espectadores            | Asistencia: 1500 espectadores |

| 05-ago-2025 16:00 | Canadá | 2-3                                      | Venezuela | Unidad Deportiva Morelos, Colima, México |                              |
|                   |        | ( 25-12 21-25 23-25 26-24 9-15 ) Reporte |           | Asistencia: 100 espectadores             | Asistencia: 100 espectadores |

| 05-ago-2025 20:00 | República Dominicana | 3-1                               | Colombia | Unidad Deportiva Morelos, Colima, México |                              |
|                   |                      | ( 23-25 -20 25-23 25-16 ) Reporte |          | Asistencia: 500 espectadores             | Asistencia: 500 espectadores |

| 06-ago-2025 14:00 | Trinidad y Tobago | 0-3                           | Canadá | Unidad Deportiva Morelos, Colima, México |                              |
|                   |                   | ( 13-25 17-25 13-25 ) Reporte |        | Asistencia: 200 espectadores             | Asistencia: 200 espectadores |

| 06-ago-2025 18:00 | Colombia | 3-0                           | Venezuela | Unidad Deportiva Morelos, Colima, México |                              |
|                   |          | ( 25-15 25-23 25-16 ) Reporte |           | Asistencia: 500 espectadores             | Asistencia: 500 espectadores |

| 07-ago-2025 14:00 | Venezuela | 3-0                           | Trinidad y Tobago | Unidad Deportiva Morelos, Colima, México |  |
|                   |           | ( 25-17 25-16 25-12 ) Reporte |                   |                                          |  |

| 07-ago-2025 18:00 | República Dominicana | 3-2                                     | Canadá | Unidad Deportiva Morelos, Colima, México |  |
|                   |                      | ( 25-19 15-25 -14 26-28 15-10 ) Reporte |        |                                          |  |

## Clasificación del 7.º al 10.º lugar
|  | Semifinales 7.º al 10.º puesto | Semifinales 7.º al 10.º puesto | Semifinales 7.º al 10.º puesto |        |      | Final 7.º puesto | Final 7.º puesto | Final 7.º puesto |  |
|  |                                |                                |                                |        |      |                  |                  |                  |  |
|  |                                |                                |                                |        |      |                  |                  |                  |  |
|  | 4A                             | Cuba                           | 3                              |        |      |                  |                  |                  |  |
|  | 4A                             | Cuba                           | 3                              |        |      |                  |                  |                  |  |
|  | 5B                             | Trinidad y Tobago              | 0                              |        |      |                  |                  |                  |  |
|  | 5B                             | Trinidad y Tobago              | 0                              |        | Cuba | Cuba             | 3                |                  |  |
|  |                                |                                |                                |        | Cuba | Cuba             | 3                |                  |  |
|  |                                |                                | Canadá                         | Canadá | 1    |                  |                  |                  |  |
|  | 5A                             | Costa Rica                     | Canadá                         | Canadá | 1    | 1                |                  |                  |  |
|  | 5A                             | Costa Rica                     |                                |        |      | 1                |                  |                  |  |
|  | 4B                             | Canadá                         | 3                              |        |      |                  |                  |                  |  |
|  | 4B                             | Canadá                         | 3                              |        |      |                  |                  |                  |  |
|  |                                |                                |                                |        |      |                  |                  |                  |  |

### Clasificación del 7.º al 10.º lugar
| 08-ago-2025 15:00 | Cuba | 3 - 0 | Trinidad y Tobago | Unidad Deportiva Morelos, Colima, México |  |

| 08-ago-2025 17:00 | Costa Rica | 1 - 3 | Canadá | Unidad Deportiva Morelos, Colima, México |  |

### Partido por el 9.° puesto
| 09-ago-2025 15:00 | Trinidad y Tobago | 1 - 3                                  | Costa Rica | Unidad Deportiva Morelos, Colima, México |  |
|                   |                   | ( 20-25, 25-23, 15-25, 21-25 ) Reporte |            |                                          |  |

### Partido por el 7.° puesto
| 09-ago-2025 17:00 | Cuba | 3 -1                                   | Canadá | Unidad Deportiva Morelos, Colima, México |  |
|                   |      | ( 21-25, 25-20, 25-22, 25-19 ) Reporte |        |                                          |  |

## Cuadro principal
|  | Cuartos de final | Cuartos de final | Cuartos de final |                      |    | Semifinales | Semifinales | Semifinales          |   |  | Final | Final | Final |  |
|  |                  |                  |                  |                      |    |             |             |                      |   |  |       |       |       |  |
|  |                  |                  |                  |                      |    |             |             |                      |   |  |       |       |       |  |
|  | 2A               | México           | 3                |                      |    |             |             |                      |   |  |       |       |       |  |
|  | 2A               | México           | 3                |                      |    |             |             |                      |   |  |       |       |       |  |
|  | 3B               | Venezuela        | 1                |                      |    |             |             |                      |   |  |       |       |       |  |
|  | 3B               | Venezuela        | 1                |                      | 2A | México      | 1           |                      |   |  |       |       |       |  |
|  |                  |                  |                  |                      | 2A | México      | 1           |                      |   |  |       |       |       |  |
|  |                  |                  | 1B               | República Dominicana | 3  |             |             |                      |   |  |       |       |       |  |
|  |                  |                  | 1B               | República Dominicana | 3  |             |             |                      |   |  |       |       |       |  |
|  |                  |                  |                  |                      |    |             |             |                      |   |  |       |       |       |  |
|  |                  |                  |                  |                      |    |             |             |                      |   |  |       |       |       |  |
|  |                  |                  |                  |                      |    |             | 2B          | República Dominicana | 3 |  |       |       |       |  |
|  |                  |                  |                  |                      |    |             |             |                      | 3 |  |       |       |       |  |
|  |                  |                  | 1B               | Colombia             | 0  |             |             |                      |   |  |       |       |       |  |
|  | 2B               | Colombia         | 1B               | Colombia             | 0  | 3           |             |                      |   |  |       |       |       |  |
|  | 2B               | Colombia         |                  |                      |    |             |             |                      |   |  |       |       |       |  |
|  | 3A               | Perú             | 0                |                      |    |             |             |                      |   |  |       |       |       |  |
|  | 3A               | Perú             | 0                |                      | 2B | Colombia    | 3           |                      |   |  |       |       |       |  |
|  |                  |                  |                  |                      | 2B | Colombia    | 3           |                      |   |  |       |       |       |  |
|  |                  |                  | 1A               | Puerto Rico          | 0  |             |             |                      |   |  |       |       |       |  |
|  |                  |                  | 1A               | Puerto Rico          | 0  |             |             |                      |   |  |       |       |       |  |
|  |                  |                  |                  |                      |    |             |             |                      |   |  |       |       |       |  |
|  |                  |                  |                  |                      |    |             |             |                      |   |  |       |       |       |  |
|  |                  |                  |                  |                      |    |             |             |                      |   |  |       |       |       |  |
|  |                  |                  |                  |                      |    |             |             |                      |   |  |       |       |       |  |

### Cuartos de final
| 08-ago-2025 21:00 | México | 3 - 1                                  | Venezuela | Unidad Deportiva Morelos, Colima, México |  |
|                   |        | ( 28-26, 25-23, 20-25, 25-12 ) Reporte |           |                                          |  |

| 08-ago-2025 19:00 | Colombia | 3 - 0                           | Perú | Unidad Deportiva Morelos, Colima, México |  |
|                   |          | ( 25-21, 25-20, 25-20 ) Reporte |      |                                          |  |

### Partido por el5.topuesto
| 09-ago-2025 14:30 | Venezuela | 3 - 2                                         | Perú | Unidad Deportiva Morelos, Colima, México |  |
|                   |           | ( 18-25, 25-23, 19-25, 25-20, 15-12 ) Reporte |      |                                          |  |

### Semifinales
| 09-ago-2025 19:00 | República Dominicana | 3 - 1                                  | México | Unidad Deportiva Morelos, Colima, México |  |
|                   |                      | ( 28-30, 25-17, 25-18, 25-21 ) Reporte |        |                                          |  |

| 09-ago-2025 21:00 | Puerto Rico | 0 - 3                           | Colombia | Unidad Deportiva Morelos, Colima, México |  |
|                   |             | ( 23-25, 17-25, 17-25 ) Reporte |          |                                          |  |

### Partido por el3.erpuesto
| 10-ago-2025 16:30 | México | 1 - 3                                  | Puerto Rico | Unidad Deportiva Morelos, Colima, México |  |
|                   |        | ( 25-14, 20-25, 19-25, 20-25 ) Reporte |             |                                          |  |

### Final
| 10-ago-2025 18:30 | Colombia | 0 -3                            | República Dominicana | Unidad Deportiva Morelos, Colima, México |  |
|                   |          | ( 25-21, 29-27, 25-22 ) Reporte |                      |                                          |  |

| República Dominicana Campeón 7.º título |
| Entrenador                              |
| Marcos Kwiek                            |

## Clasificación general
| Pos.              | Equipo               |
| ----------------- | -------------------- |
| Medalla de oro    | República Dominicana |
| Medalla de plata  | Colombia             |
| Medalla de bronce | Puerto Rico          |
| 4                 | México               |
| 5                 | Venezuela            |
| 6                 | Perú                 |
| 7                 | Cuba                 |
| 8                 | Canadá               |
| 9                 | Costa Rica           |
| 10                | Trinidad y Tobago    |

## Distinciones individuales
Finalizada la competencia, la organización otorgó los siguientes premios:
- Jugadora más valiosa: Gaila González ( República Dominicana)
- Mejor atacante: Ana Karina Olaya ( Colombia)
- Segunda mejor atacante: Laura Grajales ( Colombia)
- Mejor bloqueadora: Laura Suárez ( Cuba)
- Segunda mejor bloqueadora: Geraldine González ( República Dominicana)
- Mejor opuesta: Sofía Maldonado ( México)
- Mejor colocadora: Argentina Ung ( México)
- Mejor líbero: Esmeralda Sánchez ( Perú)
- Mejor receptora: Esmeralda Sánchez ( Perú)
- Mejor defensora: Esmeralda Sánchez ( Perú)
- Mejor servicio: Sandra Ostos ( Perú)